# Mortimer Nye
Mortimer Nye (* 12. November 1838 in Wadsworth, Medina County, Ohio; † 6. Juli 1901 in LaPorte, Indiana) war ein US-amerikanischer Politiker. Zwischen 1893 und 1897 war er Vizegouverneur des Bundesstaates Indiana.

## Werdegang
Mortimer Nye war zunächst als Lehrer tätig. Nach einem anschließenden Jurastudium und seiner 1862 erfolgten Zulassung als Rechtsanwalt begann er in LaPorte in diesem Beruf zu arbeiten. Zeitweise war er juristischer Vertreter dieser Stadt und des LaPorte County. Politisch war er Mitglied der Demokratischen Partei. In den Jahren 1873, 1875, 1883 und 1885 wurde er zum Bürgermeister von LaPorte gewählt. Dieses Amt übte er insgesamt acht Jahre lang aus. Bei den Präsidentschaftswahlen des Jahres 1884 war er einer der Wahlmänner, die Grover Cleveland offiziell zum US-Präsidenten wählten.
1892 wurde Nye an der Seite von Claude Matthews zum Vizegouverneur von Indiana gewählt. Dieses Amt bekleidete er zwischen dem 9. Januar 1893 und dem 11. Januar 1897. Dabei war er Stellvertreter des Gouverneurs und Vorsitzender des Staatssenats. Am 4. Juli 1901 hielt er in LaPorte eine Rede zum amerikanischen Unabhängigkeitstag. Dabei erlitt er einen Hirnschlag, dem er zwei Tage später erlag.